# Эмскирхен
Эмскирхен (нем. Emskirchen) — ярмарочная община в Германии, в земле Бавария.
Подчиняется административному округу Средняя Франкония. Входит в состав района Нойштадт-ан-дер-Айш-Бад-Виндсхайм. Население составляет 6030 человек (на 31 декабря 2010 года). Занимает площадь 67,27 км². Официальный код — 09 5 75 121.

## Внутреннее деление
Община подразделяется на 31 административную единицу.

## Административное сообщество
Ярмарочная община Эмскирхен с 1 мая 1978 года по 31 декабря 2006 года входила в состав административного сообщества Эмскирхен, состоявшего из трёх общин: Вильгельмсдорф, Хагенбюхах и собственно Эмскирхен.

## Население
По оценке на 31 декабря 2015 года население общины Эмскирхен составляет 5956 чел. 

| Дата      | 1840 | 1871 | 1900 | 1925 | 1939 | 1950 | 1961 | 1970 | 1987 | 2011 |
| --------- | ---- | ---- | ---- | ---- | ---- | ---- | ---- | ---- | ---- | ---- |
| Население | 3701 | 3680 | 3317 | 3243 | 3289 | 4996 | 4374 | 4510 | 4835 | 5942 |

| Год       | 1960 | 1970 | 1980 | 1990 | 2000 | 2009 | 2010 | 2011 | 2012 | 2013 | 2014 | 2015 |
| --------- | ---- | ---- | ---- | ---- | ---- | ---- | ---- | ---- | ---- | ---- | ---- | ---- |
| Население | 4314 | 4627 | 4756 | 5064 | 6013 | 6076 | 6030 | 5949 | 5886 | 5844 | 5908 | 5956 |